# Klaus Blaschke
Klaus Blaschke (* 4. April 1937 in Rostock; † 14. Januar 2022 in Kiel) war ein promovierter deutscher Jurist und von 1984 bis 2002 Präsident des Nordelbischen Kirchenamtes in Kiel. Er war Lehrbeauftragter für die „Einführung in das evangelische und katholische Kirchenrecht“ an der Bucerius Law School in Hamburg und Honorarprofessor für Kirchenrecht und Staatskirchenrecht an der Rechtswissenschaftlichen Fakultät der Christian-Albrechts-Universität zu Kiel.

## Beruflicher Werdegang
Blaschke widmete sich dem Studium der Rechtswissenschaften und legte die Erste juristische Staatsprüfung ab. 1969 schrieb er seine Dissertation an der Universität Kiel und legte anschließend die Zweite juristische Staatsprüfung ab.
Nach Jahren der Tätigkeit als juristischer Mitarbeiter der Schleswig-Holsteinischen Landeskirche und Haushaltsdezernent der Nordelbischen Kirche wurde er 1984 Präsident des Nordelbischen Kirchenamts. 2002 ging er in den Ruhestand.
Blaschke war ständiger Mitarbeiter in der Zeitschrift für evangelisches Kirchenrecht. Er starb im Alter von 84 Jahren in Kiel.

## Ehrenamtliche Tätigkeiten
Blaschke war Mitglied folgender Organisationen:
- Mitglied des Kieler Klostervereins e. V.
- Mitglied der Ethikkommission der CAU Kiel[4]
- Kirchenvorstandsvorsitzender der St.-Nikolai-Kirche zu Kiel
- Vorstand des Förderkreises St. Georgen zu Wismar e. V. (gegr. 1987)
- Vorstand der S.T.O.A. – Societas Theologicum Ordinem Adiuvantium (Förderverein Theologische Fakultät e. V.)

## Ehrungen
„Der 21. ‚Dies Theologicus‘ hielt eine besondere Ehrung für den ehemaligen Präsidenten des Landeskirchenamtes Professor Klaus Blaschke bereit, der kürzlich seinen 80. Geburtstag feierte und sich noch immer am Geschehen in der Fakultät durch Lehraufträge im Kirchenrecht und als Vorsitzender des Fördervereins der Theologischen Fakultät ‚S.T.O.A.‘ beteiligt.“

## Veröffentlichungen (Auswahl)
- Die Stellung der Bischöfe der Evangelisch-Lutherischen Landeskirche Schleswig-Holsteins gegenüber den Verfassungsorganen der Landeskirche im Wandel der Kirchenverfassungen, Kiel, Rechtswiss. F., Diss. v. 21. Dez. 1970.
- Verfassung der Nordelbischen Evangelisch-Lutherischen Kirche. Erläuterungen, Kiel 1978 (zusammen mit Horst Göldner)
- Philipp David (Hrsg.): Theologie in der Öffentlichkeit. Beiträge der Kieler Theologischen Hochschultage aus den Jahren 1997 bis 2006. Professor Dr. Klaus Blaschke zum 70. Geburtstag, Münster: LIT 2007 (Inhalt), darin von Klaus Blaschke:
  - S.T.O.A. und Dies Theologicus, S. 1 ff.
  - Theologische Fakultät – Verfassungs- und vertragsrechtliche Grundlagen, S. 141 ff.
- Rechtsquellensammlung für Kirchenvorsteherinnen und Kirchenvorsteher, Kiel: Lutherische Verl.-Ges., 2008
- Das Verfassungsrecht der Nordelbischen Evangelisch-Lutherischen Kirche, Kiel: Luth. Verl.-Ges., 2009
- Taufe, Brot und Evangelium im kirchlichen Handeln, Kiel: Luth. Verl.-Ges., 2009 (zusammen mit Gerd Heinrich)
- Volkskirche weiterdenken, Stuttgart: Kohlhammer, 2010
- Tarifrecht, Kiel: Luth. Verl.-Ges., 2012
- Das neue Recht für Kirchengemeinden in der Nordkirche. Eine Arbeitshilfe für die Mitglieder der Kirchengemeinderäte, Kiel: Lutherische Verl.-Ges., 2014 (2. Auflage)
- Der Kirchengemeinderat, Kiel: Lutherische Verl.-Ges., 2016
- Arbeitsrecht der Nordkirche, Kiel: Lutherische Verl.-Ges., 2020 (zusammen mit Ralf Stolte)